# КОПОЛКО
КОПОЛКО (Комитет ISO по потребительской политике) — комитет, ответственный за продвижение интересов потребителей в стандартизации. Комитет был основан в 1978 году с целью обеспечения форума для обмена информацией и опытом в области стандартов и вопросов оценки соответствия, представляющих интерес для потребителей.
КОПОЛКО поддерживает участие потребителей в разработке стандартов, и вносит свой вклад в решения ИСО и национальных членов на всех уровнях. Он определяет сферы стандартизации, представляющие первоочередной интерес для потребителей и работы по поощрению и координации их участия.

## Миссия КОПОЛКО
- повышать рыночную актуальность международных стандартов, путём продвижения интересов потребителей в политику, процедуры, стандарты и услуги ИСО.
- информировать потребителей во всем мире о преимуществах стандартизации.[2]

## Состав КОПОЛКО
Членство в КОПОЛКО открыто для всех стран членов ИСО в качестве полноправных членов (P-member) или наблюдателей (О-member), а для членов-корреспондентов только в качестве наблюдателей (О-member). Членом КОПОЛКО назначают лицо, ответственное за связи с потребителями. Этот человек обычно является членом ИСО, но может также быть членом ассоциации потребителей.
Количество членов ИСО, которые участвуют в КОПОЛКО: страны-участницы — 66, страны-наблюдатели — 48. 

КОПОЛКО состоит более чем из 100 членов национальных организаций по стандартизации (National standards bodies, NSBs) во всем мире. Делегаты включают представителей NSBs, организации по разработке стандартов(Standards development organization, SDOs), организации потребителей и другие группы в различных странах. КОПОЛКО работает с Международной электротехнической комиссией (МЭК), которая разрабатывает стандарты на электрические товары народного потребления, а также создает руководства ИСО/МЭК, отражающие проблемы потребителей при разработке стандартов.
КОПОЛКО также имеет связь с Всемирной организацией потребителей (CI) и Организацией экономического сотрудничества и развития, а также сотрудничает с рядом региональных потребительских организаций.

## Деятельность КОПОЛКО
КОПОЛКО:
- выделяет области в работе ИСО, которые являются приоритетными для потребителей и координирует участие представителей потребителей в этих областях.
- разрабатывает публикации, способствующие участию потребителя в разработке стандарта, и обучают представителей потребителей для решения этой задачи.
- координирует учебную деятельность и представительство потребителей на заседаниях, а также вопросы по стандартизации.
- организует ежегодные семинары, которые объединяют представителей потребителей, органов государственной власти, производителей и специалистов в области стандартизации.
- разрабатывает рекомендации для осуществления деятельности и политических заявлений, а также руководства для тех, кто разрабатывает стандарты и предлагает новые направления в стандартизации.

оказание помощи и поддержки национальным органам по стандартизации по вовлечению потребителей в работу по разработке стандартов.
- определяет приоритеты в работе над стандартами.

## Потребительские приоритеты в работе над стандартами
КОПОЛКО фокусируется на аспектах работы в ИСО и МЭК, представляющих наибольший интерес для потребителей. Ежегодно происходит обновление приоритетных программ, в которых определяются направления деятельности.
Примеры приоритетных направлений деятельности КОПОЛКО:
- Детские сопутствующие товары. Разработка стандартов для детских площадок и спортивного оборудования, а также для безопасности продуктов считающихся опасными для детей.
- Безопасность продукции. Международные руководства по гармонизации производственной деятельности и практическое руководство для поставщиков для решения вопросов безопасности продукции для потребителя на всех этапах жизненного цикла.
- Социальные вопросы. Комитетом было инициировано предложение о создании международного стандарта по социальной ответственности ISO 26000.
- Группы населения с ограниченные возможностями. Обсуждения стандартов для людей с нарушениями зрения, в том числе предложения по тактильной разметке на дороге.
- Личное здоровье. Работа по разработке стандартов на контрацептивны для мужчин и женщин.
- и другие приоритеты.[4]